# Displotera maderae
Displotera maderae là một loài bọ cánh cứng trong họ Endomychidae. Loài này được Wollaston miêu tả khoa học năm 1854.